# Donneville
Donneville település Franciaországban, Haute-Garonne megyében. Lakosainak száma 1138 fő (2022. január 1.). Donneville Deyme, Montbrun-Lauragais, Montgiscard és Montlaur községekkel határos.

## Népesség
A település népességének változása:
| Lakosok száma | 305  | 615  | 682  | 1037 | 1039 | 1030 | 1009 | 1080 | 1117 | 1138 |
|               | 1968 | 1982 | 1990 | 2006 | 2013 | 2015 | 2017 | 2019 | 2020 | 2022 |